# Peyrefitte-sur-l'Hers
Peyrefitte-sur-l'Hers é uma comuna francesa na região administrativa de Occitânia, no departamento de Aude. Estende-se por uma área de 6,47 km². Em 2010 a comuna tinha 81 habitantes (densidade: 12,5 hab./km²).